# 郝远
郝远（1957年6月15日—），山西阳城人，男，汉族，中华人民共和国政治人物。1975年3月参加工作，无党派。甘肃工业大学（今兰州理工大学）机械工程一系铸造专业毕业，北京钢铁学院（今北京科技大学）冶金系铸造专业工学硕士、华中科技大学教育科学研究院高等教育学专业博士研究所学历。
历任甘肃工业大学助教、讲师、副教授、教授、系主任、副校长等职。2003年2月，任甘肃省省长助理。2007年8月，当选甘肃省工商联会长。2008年1月，当选甘肃省人民政府副省长。2017年1月，当选甘肃省政协副主席。2017年11月，辞去甘肃省副省长职务。2018年1月，当选第十三届全国政协委员。2021年1月，卸任甘肃省政协副主席职务。